# Slag bij Piraeus
De Slag bij Piraeus werd gevochten in 403 v.Chr. tussen de Atheense bannelingen, die de regering van de Dertig Tirannen hadden verslagen en Piraeus hadden bezet, en een Spartaans leger gestuurd om hen te verslaan. In de slag versloegen de Spartanen de bannelingen maar net, waardoor beide zijden merkbare verliezen leden. Na de slag sloot Pausanias een verdrag met beide partijen dat ervoor zorgde dat Athene en Piraeus herenigd werden, en dat de democratie in Athene hersteld werd.

## Achtergrond
Laat in het jaar 404 v.Chr. kwam een klein leger van Atheense bannelingen onder leiding van Thrasybulus Attika binnen en bezette het sterke fort van Phyle. Deze bannelingen wilden de oligarchische regering van de Dertig Tirannen verslaan. In twee slagen versloegen ze de legers van deze regering; na de tweede slag werden de Dertig afgezet en vervangen door een meer gematigde regering, de Tien. Deze nieuwe heersers, hoewel ze de brutaliteit die de regering van de Dertig had gemarkeerd beëindigden, wilden niet onderhandelen met de bannelingen, die nu Piraeus in hun bezit hadden, de haven van Athene. Tijdens deze patstelling waren er verschillende schermutselingen, met de Atheense cavalerie die foerageurs uit Piraeus aanviel; ondertussen begonnen de mannen in Piraeus aanvallen te doen op de muren van Athene.
Daarom zonden zowel de Dertig in Eleusis als de Tien in Athene gezanten naar Sparta, waarbij ze vroegen om hulp tegen de mannen in Piraeus. Op dit moment begon de interne Spartaanse politiek een vitale rol te spelen in de beslissing over de toekomst van Athene. Bij de aankomst van de gezanten ging Lysander, die een agressief beleid steunde, en die de Dertig in Athene aan de macht had gebracht, naar Eleusis, waar hij een leger begon te verzamelen. Nadat hij vertrokken was verkreeg koning Pausanias II van Sparta, die een meer defensief beleid volgde, de steun van de vijf eforen en werd gezonden met een leger om de situatie op te lossen.

## De slag
Toen Pausanias aankwam in Attika beval hij zijn mannen om zich te verspreiden; toen ze weigerden om dit te doen, deed hij alsof hij de bannelingen in Piraeus zou aanvallen, maar deed geen echte aanvallen. De volgende dag viel een aantal Atheense lichte troepen de Spartanen echter aan toen ze bij Piraeus aan het verkennen waren. Pausanias stuurde zijn cavalerie en zijn jongste infanterie om hen aan te vallen, terwijl de rest van de infanterie hen volgde. In de achtervolging ging de Spartaanse cavalerie en infanterie Piraeus binnen, waar ze stootten op een groot aantal Atheense lichte troepen, en ze werden teruggedreven met tamelijk zware verliezen. Thrasybulus viel toen de Spartaanse hoofdmacht aan om de situatie uit te buiten; de Spartaanse hoplieten vielen hen aan en versloegen hen na een tijdje, waarbij ze 150 Atheners doodden. De mannen van Piraeus keerden terug naar de haven, terwijl Pausanias en zijn mannen terugkeerden naar hun kamp. De oorlog was voorbij.

## Gevolgen
Na deze overwinning wilde Pausanias, in plaats van zijn voordeel uit deze situatie te halen, onderhandelen met de twee Atheense partijen. Hij overtuigde zowel de mannen van Piraeus als de regering van Athene om gezanten naar Sparta te sturen. Deze keerden terug samen met 15 ambtenaren om samen te werken met Pausanias om te onderhandelen. Pausanias overtuigde daarna de Atheners om hun geschillen opzij te zetten en alle bannelingen terug te laten terugkeren naar de stad, uitgezonderd de Dertig en hun belangrijkste collaborateurs, terwijl alle mannen die vreesden voor hun veiligheid naar Eleusis mochten gaan. De democratie in Athene werd hersteld, en alle uitgezonderd de meest flagrante overtreders werden gratie geschonken. Eleusis bleef voor een tijdje onafhankelijk, maar toen het aan het licht kwam dat de Dertig er een leger aan het verzamelen waren, werd er een aanval op gelanceerd en werd het dorp weer deel van Athene.